# Daniele Sandri
Daniele Sandri (Milano, 19 novembre 1990) è un cestista italiano di origini dominicane.

## Biografia
È nato a Milano, da padre italiano e da madre dominicana.

## Vita privata
Il 3 agosto 2018 ha sposato la modella spagnola, Gracia De Torres.

## Carriera

### Club
Cresce nelle giovanili di Treviso con cui debutta in serie A nella stagione 2005/2006. Gioca la prima partita da titolare nel 2009 contro Roma e resta a Treviso fino all'estate 2010 collezionando 27 punti in 23 partite e partecipando alla vittoria della Coppa Italia 2007.
La stagione 2010/11 la gioca in prestito a Castelletto sopra Ticino nella terza categoria del basket italiano, problemi al ginocchio ne frenano le prestazioni ma in 30 partite segna comunque 377 punti.
Torna a Treviso in serie A nella stagione 2011/12, ma non riesce a trovare molto spazio, solo 9 presenze a fine campionato, anche per il riacutizzarsi del problema al ginocchio al quale verrà operato con uno stop di sei mesi .
Ad agosto 2012 firma un contratto di tre anni con la PMS Torino  allenata da Stefano Pillastrini. 
La prima stagione a Torino lo porta alla conquista della Divisione Nazionale A e alla promozione in Legadue Gold giocando con continuità, saranno infatti 41 le presenze e 283 punti a fine stagione.
Nel 2014 torna in serie A con la Virtus Roma. Con il club capitolino disputa una discreta stagione, giocando anche in Eurocup. Al termine del campionato però la società blugiallorossa decide di auto-retrocedere in A2, non confermando nessun elemento.
Il 6 luglio 2019 si trasferisce al Napoli Basket, società neo-promossa in Serie A2.

### Nazionale
Con la Nazionale italiana gioca nelle squadre giovanili dalla Under 16 alla Under 20 con la quale partecipa alla competizione europea di categoria del 2009 e del 2010

## Palmarès
- Coppa Italia: 1

Pall. Treviso: 2007
- Campione d'Italia Dilettanti: 1

PMS Torino: 2013
- Campionato serie A2 LNP: 1

GeVi Napoli: 2020-2021
- Coppa Italia LNP: 1

GE.VI. Napoli: 2021

## Statistiche

### Club
| Stagione        | Squadra                  | Competizione    | Partite | Partite | Partite | Statistiche tiro | Statistiche tiro | Statistiche tiro | Altre statistiche | Altre statistiche | Altre statistiche | Altre statistiche | Altre statistiche |
| Stagione        | Squadra                  | Competizione    | Pres.   | Titol.  | Minuti  | Tiri da 2        | Tiri da 3        | Liberi           | Rimb.             | Assist            | Rubate            | Stopp.            | Punti             |
| --------------- | ------------------------ | --------------- | ------- | ------- | ------- | ---------------- | ---------------- | ---------------- | ----------------- | ----------------- | ----------------- | ----------------- | ----------------- |
| 2005-2006       | Treviso Basket           | Serie A         | 2       | 0       | 2       | 0/0              | 0/0              | 0/0              | 0                 | 0                 | 0                 | 0                 | 0                 |
| 2006-2007       | Treviso Basket           | Serie A         | 1       | 0       | 1       | 0/0              | 0/1              | 0/0              | 0                 | 1                 | 0                 | 0                 | 0                 |
| 2007-2008       | Treviso Basket           | Serie A         | 1       | 0       | 1       | 0/0              | 0/0              | 0/0              | 0                 | 0                 | 0                 | 0                 | 0                 |
| 2008-2009       | Treviso Basket           | Serie A         | 5       | 0       | 47      | 3/5              | 3/6              | 1/1              | 8                 | 1                 | 3                 | 2                 | 16                |
| 2009-2010       | Treviso Basket           | Serie A         | 14      | 1       | 53      | 3/6              | 1/11             | 2/5              | 8                 | 2                 | 7                 | 2                 | 11                |
| 2010-2011       | Castelletto sopra Ticino | DNA             | 30      | -       | 614     | 77/134           | 33/74            | 124/195          | 131               | 47                | 51                | 18                | 377               |
| 2011-2012       | Treviso Basket           | Serie A         | 9       | 0       | 85      | 3/8              | 0/9              | 4/6              | 12                | 1                 | 1                 | 4                 | 10                |
| 2012-2013       | PMS Torino               | DNA             | 41      | -       | 879     | 62/129           | 31/81            | 96/210           | 143               | 52                | 48                | 15                | 283               |
| 2013-2014       | PMS Torino               | DNA Gold        | 40      | -       | 810     | 60/103           | 20/58            | 57/75            | 183               | 39                | 50                | 2                 | 236               |
| 2014-2015       | Acea Virtus Roma         | Serie A         | -       | -       | -       | -/-              | -/-              | -/-              | -                 | -                 | -                 | -                 | -                 |
| Totale carriera | Totale carriera          | Totale carriera | 106     | -       | 1779    | 159/282          | 72/180           | 233/424          | 327               | 106               | 113               | 43                | 736               |